# Stig Sjölin
Stig Sjölin est un boxeur suédois né le 21 décembre 1928 à Värnamo et mort le 9 janvier 1995 à Helsingborg.

## Biographie
Il remporte la médaille de bronze olympique des poids moyens aux Jeux d'Helsinki en 1952 en étant battu en demi-finale par l'américain Floyd Patterson.